# Рузановський
Рузановський (рос. Рузановский) — селище в Безенчуцькому районі Самарської області Російської Федерації.
Населення становить 238 осіб. Входить до складу муніципального утворення сільське поселення Прибій.

## Історія
Населений пункт розташований у межах українського етнічного та культурного краю Жовтий Клин.
Від 2005 року входило до складу муніципального утворення сільське поселення Прибій.

## Населення
| 2010 | 2012 | 2013 | 2014 | 2015 | 2016 |
| ---- | ---- | ---- | ---- | ---- | ---- |
| 208  | ↗220 | ↗222 | ↗244 | ↘236 | ↗238 |